# Barbara Palombelli
Barbara Palombelli (n. 19 octombrie 1953, Roma, Italia) este o moderatoare de televiziune italiană.